# EncroChat
EncroChat đã là mạng truyền thông và nhà cung cấp dịch vụ được cho là được sử dụng bởi các thành viên băng đảng để lên kế hoạch cho các hoạt động tội phạm. Vào tháng 6 và tháng 7 năm 2020, cảnh sát đã xâm nhập vào mạng EncroChat trong một cuộc điều tra trên toàn châu Âu. 
Một nguồn không xác định liên quan đến EncroChat nói rằng công ty sẽ ngừng hoạt động vì hoạt động của cảnh sát.

## Bối cảnh
Dịch vụ EncroChat khả dụng cho các thiết bị cầm tay Android đã tắt chức năng GPS, máy ảnh và micrô. Các thiết bị đã được báo cáo vào tháng 7 năm 2020 với giá 1.000 euro mỗi thiết bị, sau đó là € 1.500 cho hợp đồng sáu tháng thuộc về dịch vụ. Cùng tháng đó, dịch vụ đã có 10.000 người dùng chỉ riêng Anh quốc.
Các thiết bị cầm tay đã sử dụng phần cứng điện thoại BQ Aquaris X2 và chạy hai phiên bản song song của hệ điều hành: một phiên bản vô tội cho chế độ xem công khai và một tính năng bảo mật được bật. EncroChat giới thiệu một ứng dụng nhắn tin tùy chỉnh giúp định tuyến các tin nhắn thông qua một máy chủ trung tâm. Đã có tính năng "nút hoảng loạn", trong đó một mã PIN nhất định được nhập vào thiết bị thông qua màn hình mở khóa sẽ xóa tất cả dữ liệu trên điện thoại. Hệ thống nhắn tin được mã hóa được phát hiện bởiNational Gendarmerie Pháp vào năm 2017, cùng với các điện thoại liên quan khi tiến hành các hoạt động chống lại các băng đảng tội phạm có tổ chức. Vào tháng 12 năm 2018, có thông tin rằng kẻ sát nhân đã giết Paul Massey và John Kinsella đã sử dụng điện thoại EncroChat.